# سد در نثر
سد در نثر یا صد در نثر نام کتابی است در حدود ۱۴۰۰۰ واژه در آموزه‌ها و آیین‌های و شایست و ناشایست دینی زرتشتی و برخی باورهای مردمی که ریشه در باورهای دینی دارد. این کتاب به صد بخش تقسیم شده و هر بخش موضوعی و در برگیرنده  چند بند و گاه چند فراز است. این کتاب در سال ۱۹۰۹ میلادی همراه با کتاب همسان دیگری به نام سد در بندهش توسط جیوانجی جمشید جی مودی در بمبئی چاپ شد.
سد در نثر دو بار به نظم کشیده شده‌ است که نخست مشهور به صد در نظم سرودهٔ ایرانشاه پسر ملکشاه  ۱۴۹۶ میلادی و دومی معروف به صد در بحر طویل سرودهٔ دو فرد عامی به نام‌های ملا رستم اسفندیار و ملا بهزاد رستم در سال ۱۶۰۵ میلادی است. در وجه تسمیهٔ صد آورده‌اند که بنا به اعتقاد پیروان آیین زرتشتی این کتاب چون شهری با صد دروازه‌ است که چون بهدینی یکی از دروازه‌ها را بیابد، از گناه خواهد رست و به بهشت خواهد رسید.

## منبع
- شریفی، محمد (۱۳۸۷).  محمدرضا جعفری، ویراستار. فرهنگ ادبیات فارسی‌. تهران: فرهنگ نشر نو و انتشارات معین. شابک ۹۷۸-۹۶۴-۷۴۴۳-۴۱-۸.